# Asteroscopus sphinx
Asteroscopus sphinx là một loài bướm đêm trong họ Noctuidae.

## Hình ảnh

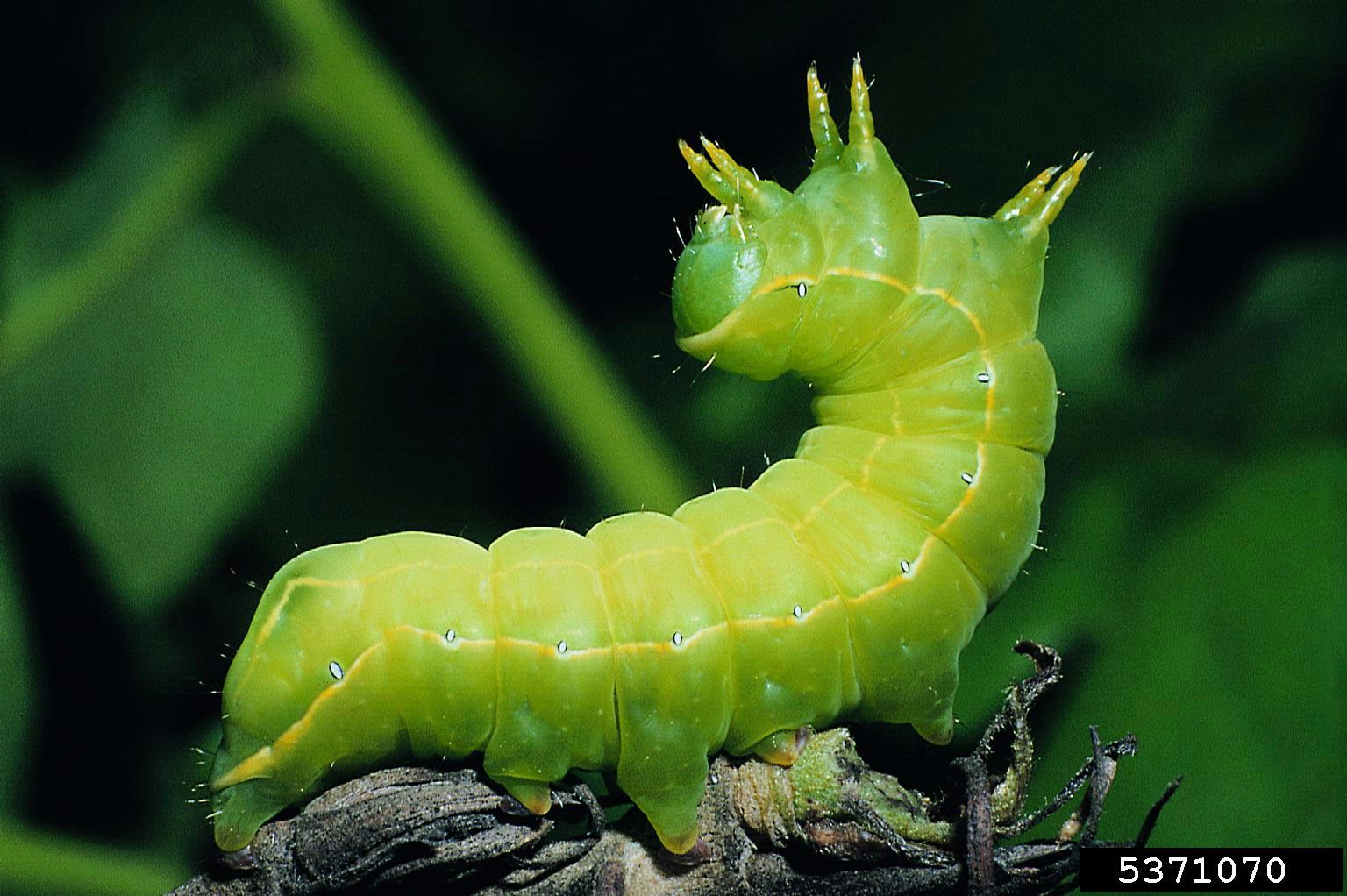
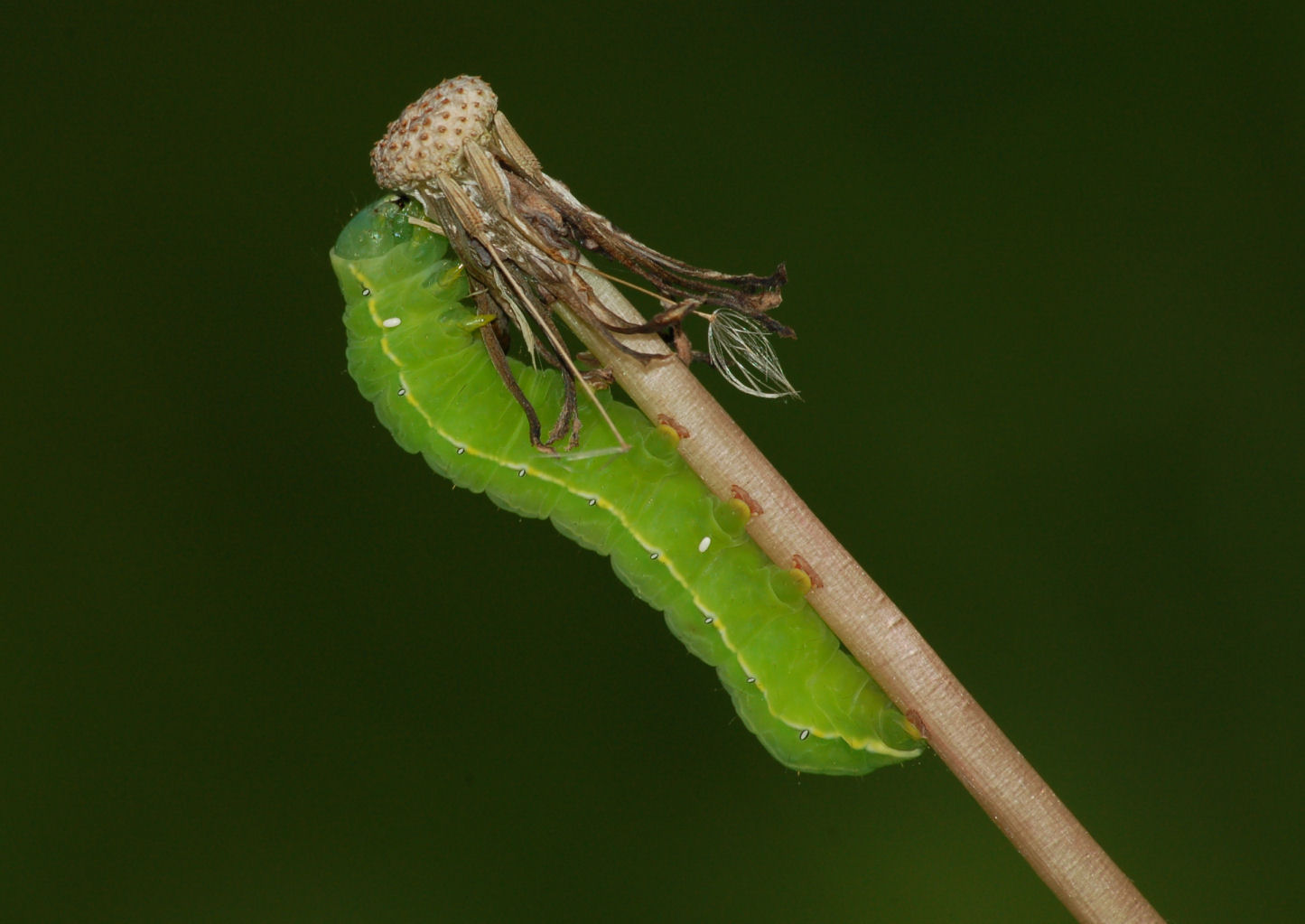
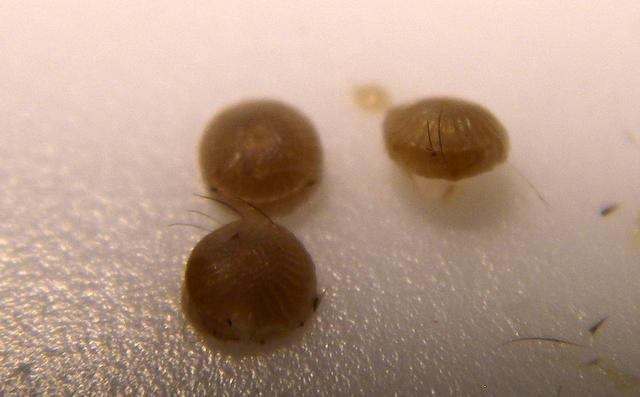
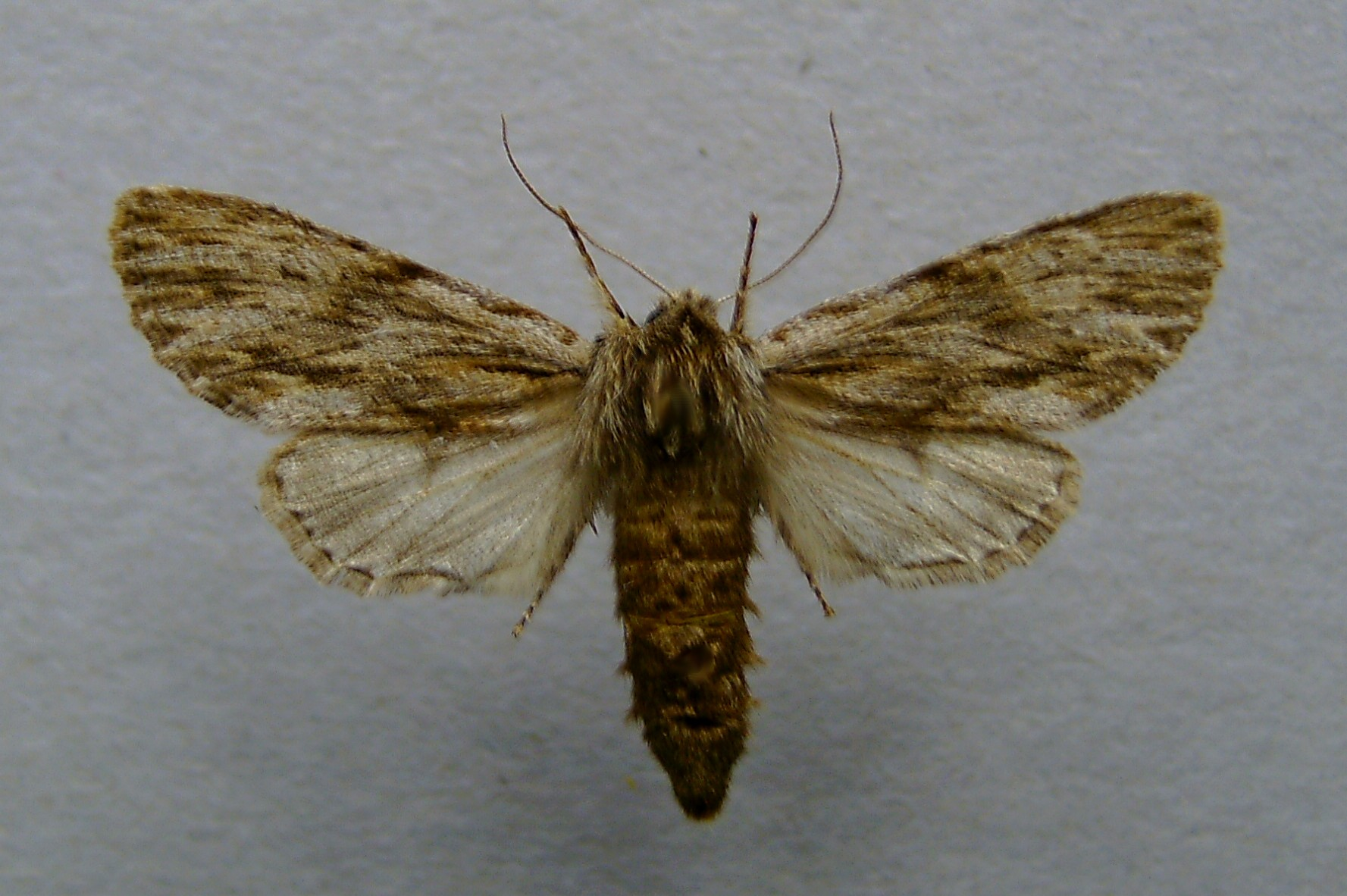